# Gaspar Gevartius

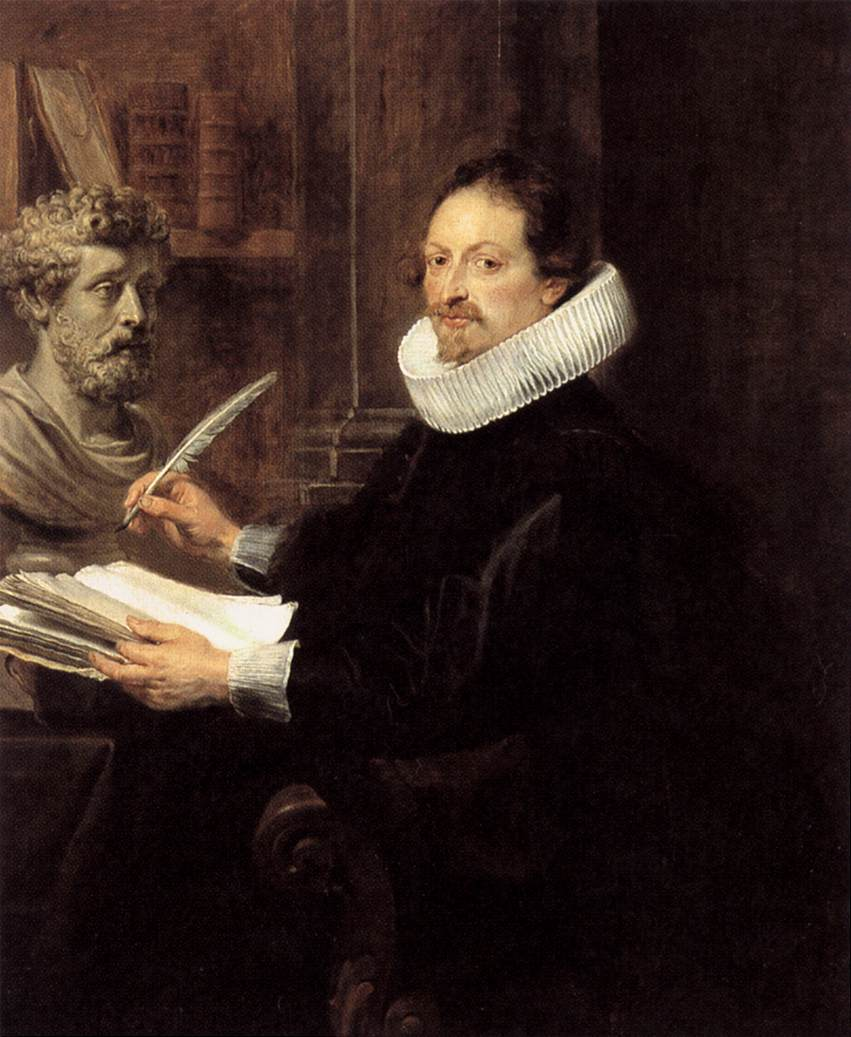
Portret van Jan Gaspar Gevartius, door Peter Paul Rubens

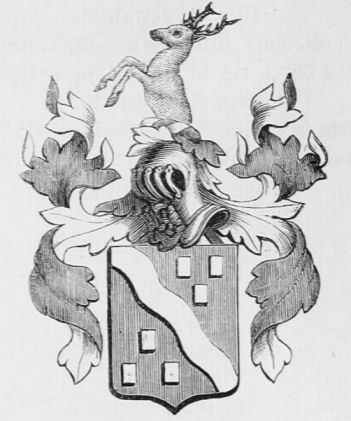
Wapenschild

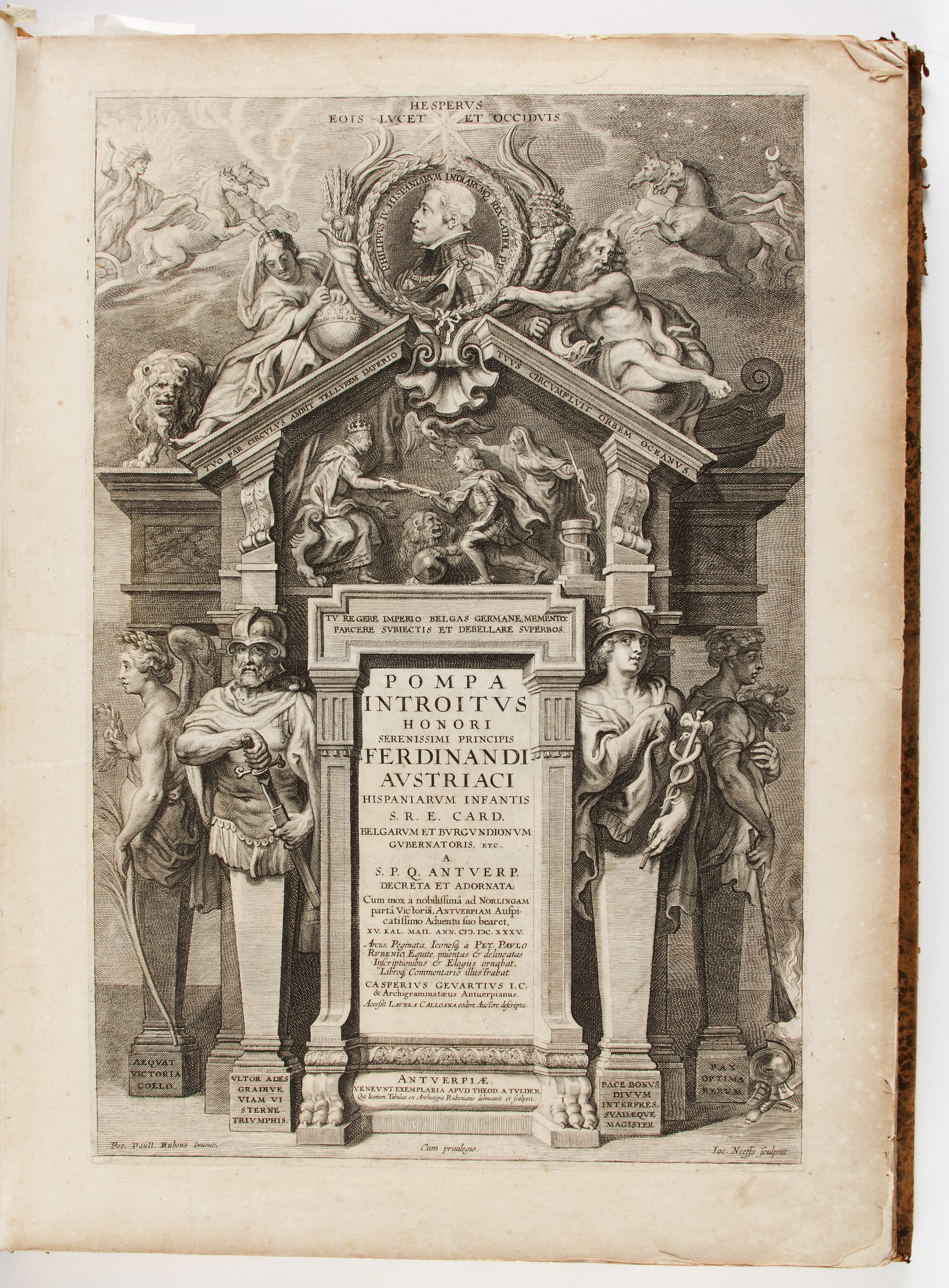
Pompa introitus honori Serenissimi Principis Ferdinandi Austriaci Hispaniarum Infantis (vertaald: Ingangsparade ter ere van Zijne Koninklijke Hoogheid Prins Ferdinand van Oostenrijk, kind van Spanje)

Gaspard Gevartius (Turnhout, 6 augustus 1593 – Antwerpen, 1666), ook Jan Caspard Gevaerts, was een Zuid-Nederlands humanist, Neolatijns schrijver en dichter, historicus, rechtsgeleerde en diplomaat. Hij was een persoonlijke vriend van Peter Paul Rubens.

## Levensloop
Gaspard was een zoon van Johannes Gevaerts (1553–1613) en Cornelia Aerssens, dochter van een burgemeester van Bergen op Zoom. Na middelbare studies aan het plaatselijk jezuïetencollege, ging hij studeren aan de universiteit van Leuven. Hij was vervolgens korte tijd in dienst van Benjamin Aubery du Maurier, Frans ambassadeur in Den Haag, tijdens dewelke hij vriendschap sloot met Daniël Heinsius. In 1617 trok hij naar Parijs en ging er wonen en werken bij Henri de Mesmes. In 1621 promoveerde hij aan de Universiteit van Dowaai tot licentiaat in beide rechten.
Hij werd vervolgens juridisch raadgever bij de stad Antwerpen. Hij begon onderzoek te doen en te schrijven over dichtkunst en over wetenschappen, onder meer over Marcus Aurelius. Hij werd benoemd tot staatsraad en tot officieel koninklijk historicus, zowel door koning Filips IV van Spanje als door keizer Ferdinand III.
Op 14 mei 1625 trouwde Gevartius met Maria Haecx in de Antwerpse Sint-Jacobskerk. Ze kregen een zoon die stierf toen hij twaalf was, en een dochter die trouwde met Charles Sivori, zoon van Anthonie Sivori, die elfmaal burgemeester van Antwerpen was.
Tijdens de jaren 1625–1632 diende hij als secretaris voor de Antwerpse Congregatie van Onze-Lieve-Vrouw. In 1632 werd hij aanvaard als poorter van de stad Antwerpen.
Gevartius was een persoonlijke vriend van Peter Paul Rubens, die zijn portret schilderde. Hij droeg zorg voor Rubens' zoon, Albert, terwijl de schilder op buitenlandse missie was. Correspondentie tussen Rubens en Gevartius wordt bewaard in de Koninklijke Bibliotheek Brussel. Hij werkte met Rubens en Theodoor van Thulden aan de Pompa introitus honori Serenissimi Principis Ferdinandi Austriaci Hispaniarum Infantis (...), met tekeningen door Rubens, teksten door Gevartius, gravures door Theodor van Thulden.
Na zijn overlijden werd Gevartius bijgezet in de Onze-Lieve-Vrouwekathedraal in Antwerpen.

## Publicaties
- Publii Papinii Statii Opera omnia, Leiden, 1616.
- Electorum libri III. In quibus plurima veterum scriptorum loca obscura & controuersa explicantur, illustrantur & emendantur. Published by Sebastian Cramoy, Parijs, 1619.
- Pompa Introitus Honore ... Ferdinandi Austriaci, 1641.
- Inscriptiones theatri pacis Hispano-batavicae, Antwerpen, 1648.
- Inscriptiones honori serenissimi principis, Leopoldi Gulielmi, archiducis Austriae, Antwerpen, 1648.
- Hymenaeus pacifer; sive theatrum pacis Hispano-gallicae, Antwerpen, 1661.
- Monumentum sepulchrale, sive inscriptiones tumuli, Antwerp, 1666.
- Votum ad divam virginem aspricollinam sospitatricem, pro salute ac longaevitate serenissimorum principum Alberti et Isabellae.